# Kúkharivka
Kúkharivka - Кухаривка (rus) - és un poble del krai de Krasnodar, a Rússia. Es troba a les terres baixes de Kuban-Azov, a la península de Ieisk, a 12 km al sud-oest de Ieisk i a 187 km al nord-oest de Krasnodar, la capital.
Pertanyen a aquest municipi els pobles de Vorontsovka, Krasnoarméiskoie i el khútor de Priazovka.